# Ruta de Rhode Island 113
La Ruta de Rhode Island 113, y abreviada R.I. 113 (en inglés: Rhode Island Route 113) es una carretera estatal estadounidense ubicada en el estado de Rhode Island. La carretera inicia en el Oeste desde la Ruta 2     en Warwick hacia el Este en la Ruta 117     en Warwick. La carretera tiene una longitud de 5,5 km (3.4 mi).

## Mantenimiento
Al igual que las autopistas interestatales, y las rutas federales y el resto de carreteras estatales, la Ruta de Rhode Island 113 es administrada y mantenida por el Departamento de Transporte de Rhode Island por sus siglas en inglés RIDOT.

## Cruces
La Ruta de Rhode Island 113 es atravesada principalmente por la I 295  , I 95 , US 1  en Warwick.